# Edwardsia vitrea
Edwardsia vitrea är en havsanemonart som först beskrevs av Daniel Cornelius Danielssen 1890.  Edwardsia vitrea ingår i släktet Edwardsia och familjen Edwardsiidae. Inga underarter finns listade i Catalogue of Life.